# Climax Studios
Climax Studios est une entreprise anglaise de développement de jeux vidéo, fondée en 1988 et basée à Portsmouth. Le studio est notamment connu pour les jeux Silent Hill: Origins et Silent Hill: Shattered Memories de la franchise Silent Hill.

## Jeux développés
| Jeu                                         | Plateformes                                    | Année |
| ------------------------------------------- | ---------------------------------------------- | ----- |
| WarCraft II: The Dark Saga                  | Sega Saturn, PlayStation                       | 1997  |
| FIFA Road to World Cup 98                   | Sega Saturn                                    | 1997  |
| Diablo                                      | PlayStation                                    | 1998  |
| San Francisco Rush: Extreme Racing          | PlayStation                                    | 1998  |
| Theme Park World                            | PlayStation                                    | 1999  |
| Battlezone: Rise of the Black Dogs          | Nintendo 64                                    | 2000  |
| ATV: Quad Power Racing                      | PlayStation                                    | 2000  |
| Power Rangers Lightspeed Rescue             | PlayStation                                    | 2000  |
| Lego Alpha Team                             | Game Boy Color                                 | 2000  |
| Warriors of Might and Magic                 | Game Boy Color                                 | 2000  |
| Lego Racers                                 | Game Boy Color                                 | 2000  |
| SpongeBob SquarePants: SuperSponge          | PlayStation, Game Boy Advance                  | 2001  |
| Power Rangers Time Force                    | PlayStation                                    | 2001  |
| Robot Wars: Arenas of Destruction           | Windows, PlayStation 2                         | 2001  |
| MotoGP                                      | Xbox                                           | 2002  |
| Rally Fusion: Race of Champions             | PlayStation 2, Xbox                            | 2002  |
| Robot Wars: Extreme Destruction             | Windows, Xbox                                  | 2002  |
| ATV Quad Power Racing 2                     | GameCube, Xbox                                 | 2003  |
| MotoGP 2                                    | Windows, Xbox                                  | 2003  |
| Speed Kings                                 | GameCube, PlayStation 2, Xbox                  | 2003  |
| The Italian Job                             | GameCube, PlayStation 2, Xbox                  | 2003  |
| Hot Wheels: World Race                      | GameCube, PlayStation 2                        | 2003  |
| Serious Sam: Next Encounter                 | GameCube, PlayStation 2                        | 2004  |
| Serious Sam Advance                         | Game Boy Advance                               | 2004  |
| Sudeki                                      | Xbox, Windows                                  | 2004  |
| Disney's Lilo & Stitch 2: Hämsterviel Havoc | Game Boy Advance                               | 2004  |
| ATV Offroad Fury 3                          | PlayStation 2                                  | 2004  |
| Tron 2.0: Killer App                        | Xbox                                           | 2004  |
| Hot Wheels: Stunt Track Challenge           | Game Boy Advance, PlayStation 2, Windows, Xbox | 2004  |
| Crash 'N' Burn                              | PlayStation 2, Xbox                            | 2004  |
| Volvo: Drive for Life                       | Xbox                                           | 2005  |
| ATV Offroad Fury: Blazin' Trails            | PlayStation Portable                           | 2005  |
| Delta Force: Black Hawk Down                | Xbox                                           | 2005  |
| Lizzie McGuire 3: Homecoming Havoc          | Game Boy Advance                               | 2005  |
| MotoGP 3: Ultimate Racing Technology        | Windows, Xbox                                  | 2005  |
| Nicktoons Unite!                            | Game Boy Advance, Nintendo DS                  | 2005  |
| The Wild                                    | Game Boy Advance                               | 2006  |
| MotoGP '06                                  | Xbox 360                                       | 2006  |
| Crusty Demons                               | Xbox, PlayStation 2                            | 2006  |
| W.I.T.C.H.                                  | Game Boy Advance                               | 2006  |
| ATV Offroad Fury Pro                        | PlayStation Portable                           | 2006  |
| ATV Offroad Fury 4                          | PlayStation 2                                  | 2006  |
| Ghost Rider                                 | PlayStation 2, PlayStation Portable            | 2007  |
| Bienvenue chez les Robinson                 | Game Boy Advance, Nintendo DS                  | 2007  |
| Viva Piñata                                 | Windows                                        | 2007  |
| Silent Hill: Origins                        | PlayStation Portable, PlayStation 2            | 2007  |
| Overlord: Dark Legend                       | Wii                                            | 2009  |
| Overlord: Minions                           | Nintendo DS                                    | 2009  |
| Silent Hill: Shattered Memories             | Wii, PlayStation Portable, PlayStation 2       | 2009  |
| Rocket Knight                               | PlayStation Network, Xbox Live Arcade, Steam   | 2010  |
| Gormiti: The Lords Of Nature!               | Wii, Nintendo DS                               | 2010  |
| EyePet & Friends                            | PlayStation 3                                  | 2011  |
| Bloodforge                                  | Xbox Live Arcade                               | 2012  |
| Smart As...                                 | PlayStation Vita                               | 2012  |
| Castlevania: Lords of Shadow                | Windows                                        | 2013  |
| Dead Nation: Apocalypse                     | PlayStation 4, PlayStation Vita                | 2014  |
| Resogun                                     | PlayStation Vita, PlayStation 3                | 2014  |
| Assassin's Creed Chronicles                 | PlayStation 4, Xbox One, Windows               | 2015  |